# Parprick
Parprick (Eugyra arenosa) är en sjöpungsart som beskrevs av Joshua Alder och Hancock 1848. Parprick ingår i släktet Eugyra och familjen kulsjöpungar. Arten är reproducerande i Sverige. Inga underarter finns listade i Catalogue of Life.